# Невилл, Джордж, 2-й барон Абергавенни
Джордж Невилл (англ. George Neville; приблизительно 1440 — 20 сентября 1492) — английский аристократ, 2/4-й барон Абергавенни с 1476 года. Участвовал в Войнах Алой и Белой розы на стороне Йоркской династии.

## Биография
Джордж Невилл принадлежал к знатному роду, чью генеалогию возводили к жившему в XI веке Кринану Данкельдскому — предку королей Шотландии. Невиллы были вторым по богатству и могуществу семейством в Северной Англии после Перси, по женской линии происходили от короля Эдуарда III. Джордж родился приблизительно в 1440 году в семье Эдуарда Невилла и Элизабет Бошан, наследницы обширных владений Бошанов и Диспенсеров с центром в замке Бергавенни. Мать Джорджа умерла в 1448 году. Отец спустя два года получил титул барона Бергавенни/Абергавенни, но основную часть наследства удержал его племянник и одновременно свояк Ричард Невилл, 16-й граф Уорик.
Джордж вместе со своим отцом принадлежал к партии Йорков в Войнах Алой и Белой розы. Он сражался при Тьюксбери 9 мая 1471 года и на поле боя был посвящён королём Эдуардом IV в рыцари. В 1476 году Джордж унаследовал семейные владения и баронский титул.
Барон был женат дважды: на Маргарет Фенн, дочери и наследнице Хью Фенна, и на Элизабет Брент, вдове Ричарда Нейлора, сэра Роберта Бассета и Джона Стоккера. В первом браке родились:
- Джейн (умерла до 1538), жена Генри Поула, 1-го барона Монтегю[6];
- Уильям[7];
- Ричард (умер после 1515)[8];
- Джордж (1469—1535), 3-й барон Абергавенни[9];
- Элизабет, жена Ричарда Коверта и Томаса Беркли[10];
- сэр Эдуард (1471—1538)[11];
- сэр Томас (1480—1542)[12].